# Al-Musta'sim bi-'llah

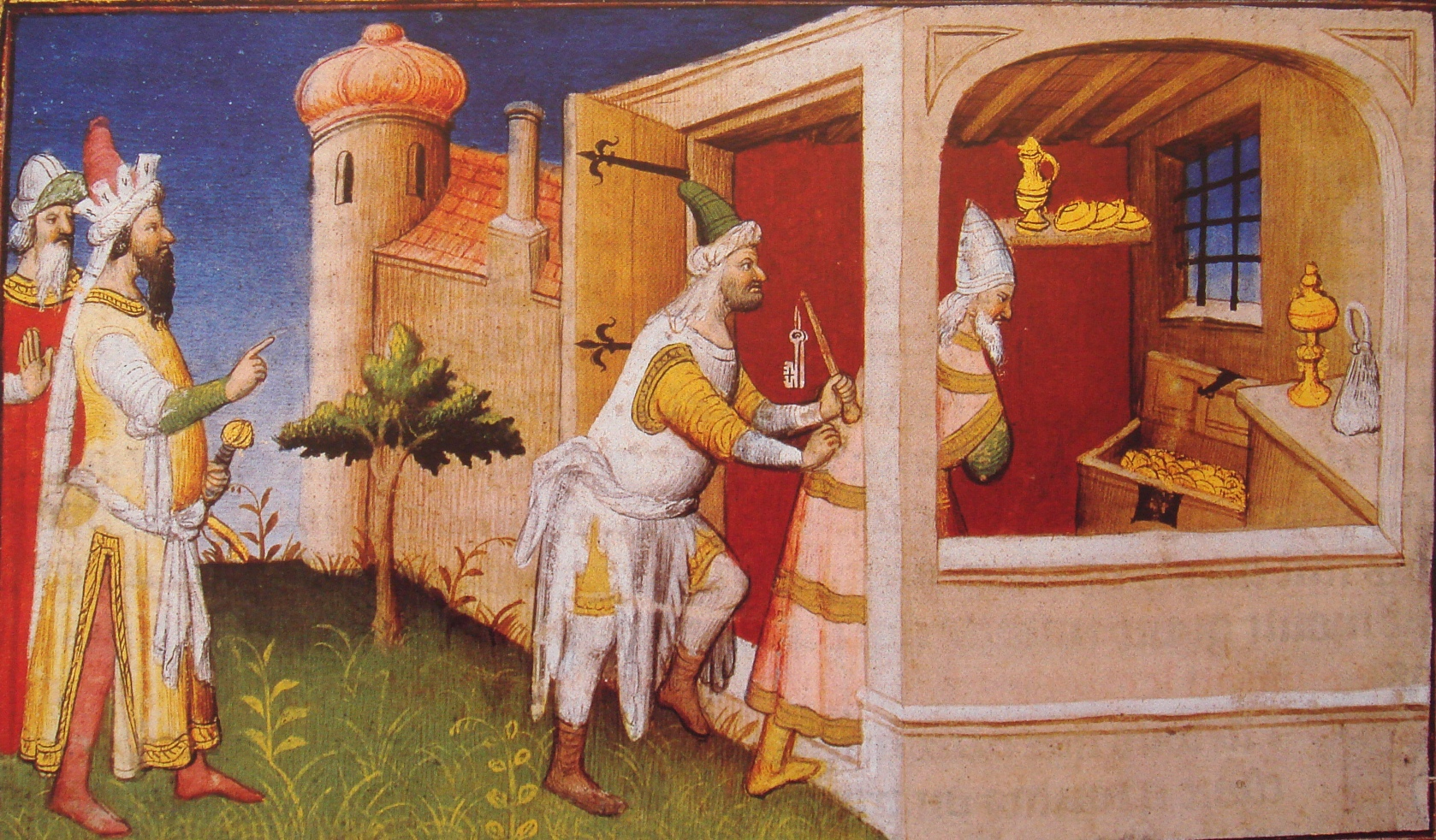
Hülegü (links) kerkert den Kalifen al-Mustasim mit seinen Schätzen ein, um ihn verhungern zu lassen. Abbildung in Le livre des merveilles, 15. Jahrhundert

al-Musta'sim bi-'llah, arabisch المستعصم بالله عبد الله بن المستنصر al-Musta'sim bi-'llah 'Abd Allah ibn al-Mustansir, DMG al-Mustaʿṣim bi-'llāh ʿAbd Allāh b. al-Mustanṣir (* 1212; † 20. Februar 1258), war der siebenunddreißigste Kalif der Abbasiden (1242–1258). Mit ihm endete das Abbasiden-Kalifat in Bagdad nach der Eroberung der Stadt durch die Mongolen.

## Leben
Abu Ahmad Abd Allah ibn al-Mustansir trat die Nachfolge von Kalif al-Mustansir (1226–1242) an. In seine Regierungszeit fielen mongolische Angriffe in Vorderasien. Sie richteten sich zunächst vor allem gegen die Rum-Seldschuken in Anatolien, doch kam es immer wieder zu Streifzügen der Mongolen in den Irak. Neben schweren Überschwemmungen führte die dadurch ausgelöste Landflucht der Bevölkerung zu einer schweren Wirtschaftskrise, in deren Folge es immer wieder zu Hungersnöten kam, die wiederum Unruhen in den Städten, vor allem in Bagdad, auslösten. Da auch verschiedene Reformversuche die Wirtschaftslage kaum verbesserten, konnten die hohen Kosten für das Heer nicht mehr getragen werden; es wurde von 60.000 auf 10.000 Mann verkleinert.
Da sich gleichzeitig die Beziehungen zwischen Sunniten und Schiiten erneut verschlechterten und immer wieder bürgerkriegsähnliche Unruhen ausbrachen, war die Bevölkerung tief gespalten. Auch die hohen Amtsträger al-Musta'sims waren vor allem mit der Ausschaltung der jeweiligen Konkurrenten beschäftigt.
In dieser innenpolitischen Lage war an eine wirkungsvolle Verteidigung gegen die Mongolen nicht zu denken. Als diese unter Hülegü 1258 mit dem Angriff auf Bagdad begannen, verweigerte al-Musta'sim in völliger Verkennung seiner Lage die Unterwerfung, die den Fortbestand des Kalifats wohl ermöglicht hätte. So wurde Bagdad im Februar 1258 nach kurzer Belagerung von den Mongolen erobert und schwer zerstört.
Kalif al-Musta'sim bi-'llah wurde einige Tage später, um den 20. Februar, hingerichtet, womit die Dynastie der Abbasiden in Bagdad endete. Unter der Herrschaft der Mamelucken sollte zwischen 1261 und 1517 noch ein Schattenkalifat der Abbasiden in Kairo existieren.